# Університет Тасманії

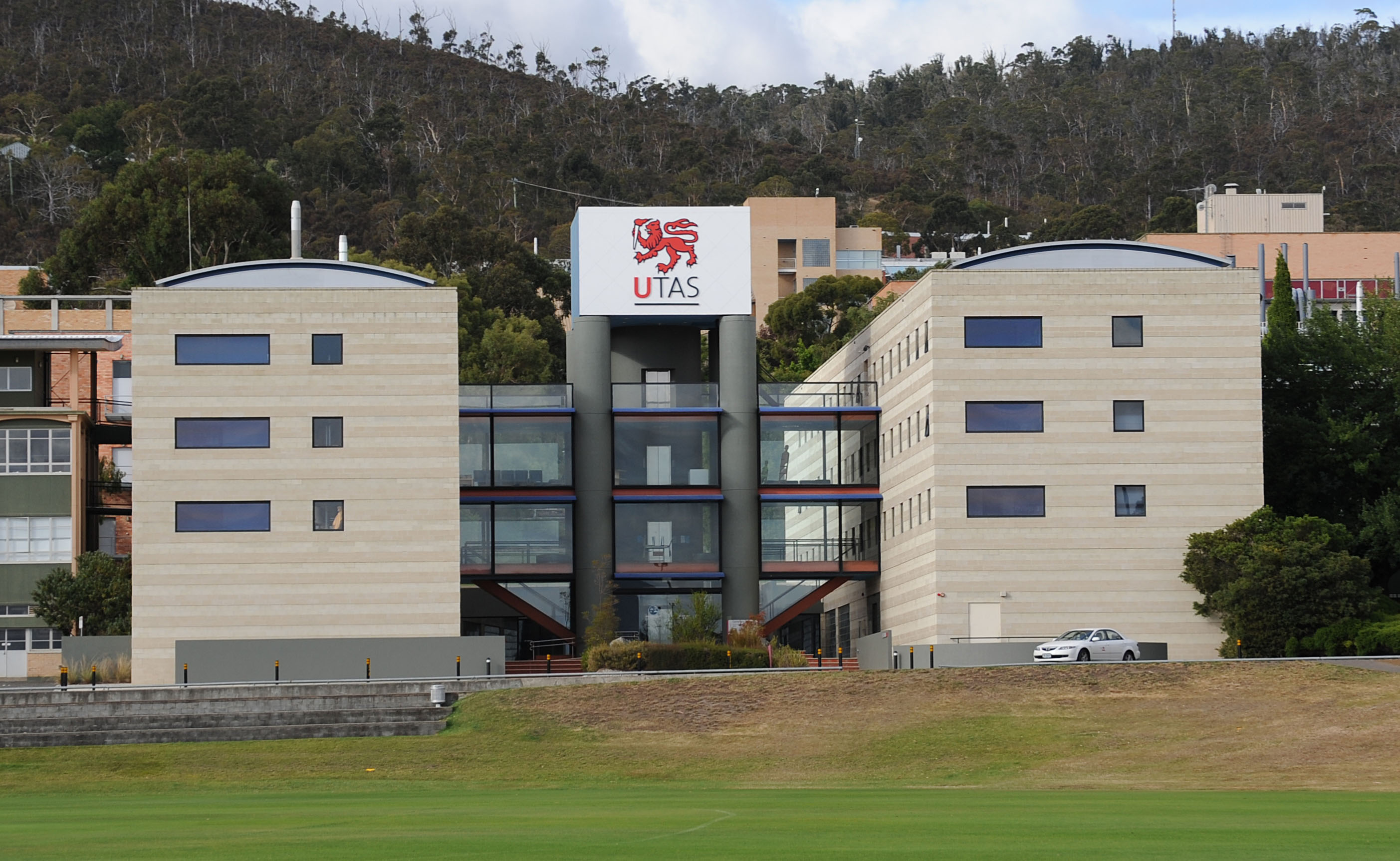
Будівля Сторіччя, університетське містечко Сенді Бей

Університет Тасманії (англ. University of Tasmania, скорочено UTAS, UTas або Tas Uni) — розташований в Тасманії австралійський університет, з трьома університетськими містечками. Це четвертий за старшинством університет в Австралії. Був заснований 1 січня 1890 року і є членом міжнародної Асоціації університетів країн Співдружності націй, також входить до числа «пісковикових університетів» — старих престижних університетів країни.
Два головних університетських містечка це Сенді Бей, розташоване недалеко від центру Хобарта і Ньюнхам знаходиться поблизу від міста Лонсестон.

## Знамениті випускники
- Мері (кронпринцеса Данії)
- Річард Фленаґан